# Пионер-10
«Пионе́р-10» (англ. Pioneer 10, Pioneer F (первоначально)) — космический зонд НАСА, предназначенный главным образом для изучения Юпитера и гелиосферы. «Пионер-10» стал первым космическим аппаратом, совершившим пролёт вблизи Юпитера и сфотографировавшим планету, а также первым аппаратом, развившим достаточную скорость для преодоления силы притяжения Солнца. «Пионер-10» был спроектирован и изготовлен в TRW Inc. Оператором миссии являлся исследовательский центр Эймса в Калифорнии.
Запущен 3 марта 1972 носителем Атлас-Центавр. В феврале 1973 года «Пионер-10» впервые пересёк пояс астероидов, ближе всего (на 8,8 млн км) подойдя к астероиду (307) Ника и обнаружив пылевой пояс ближе к Юпитеру. Аппарат пролетел на расстоянии 132 тыс. км от облаков Юпитера 4 декабря 1973 года. Были получены данные о составе атмосферы Юпитера, уточнена масса планеты, измерено её магнитное поле, а также установлено, что общий тепловой поток от Юпитера в 2,5 раза превышает энергию, получаемую планетой от Солнца. «Пионер-10» также позволил уточнить плотность четырёх крупнейших спутников Юпитера.
Последний контакт с «Пионером-10» состоялся 22—23 января 2003 года. В это время космический аппарат находился на расстоянии 82,19 а. е. от Солнца и удалялся от него с относительной скоростью 12,224 км/с. Дальнейшая судьба «Пионера-10» неизвестна, но предполагается, что он продолжает полёт и со временем покинет Солнечную систему, направляясь в сторону звезды Альдебаран.

## Конструкция

Схема аппарата «Пионер-10»

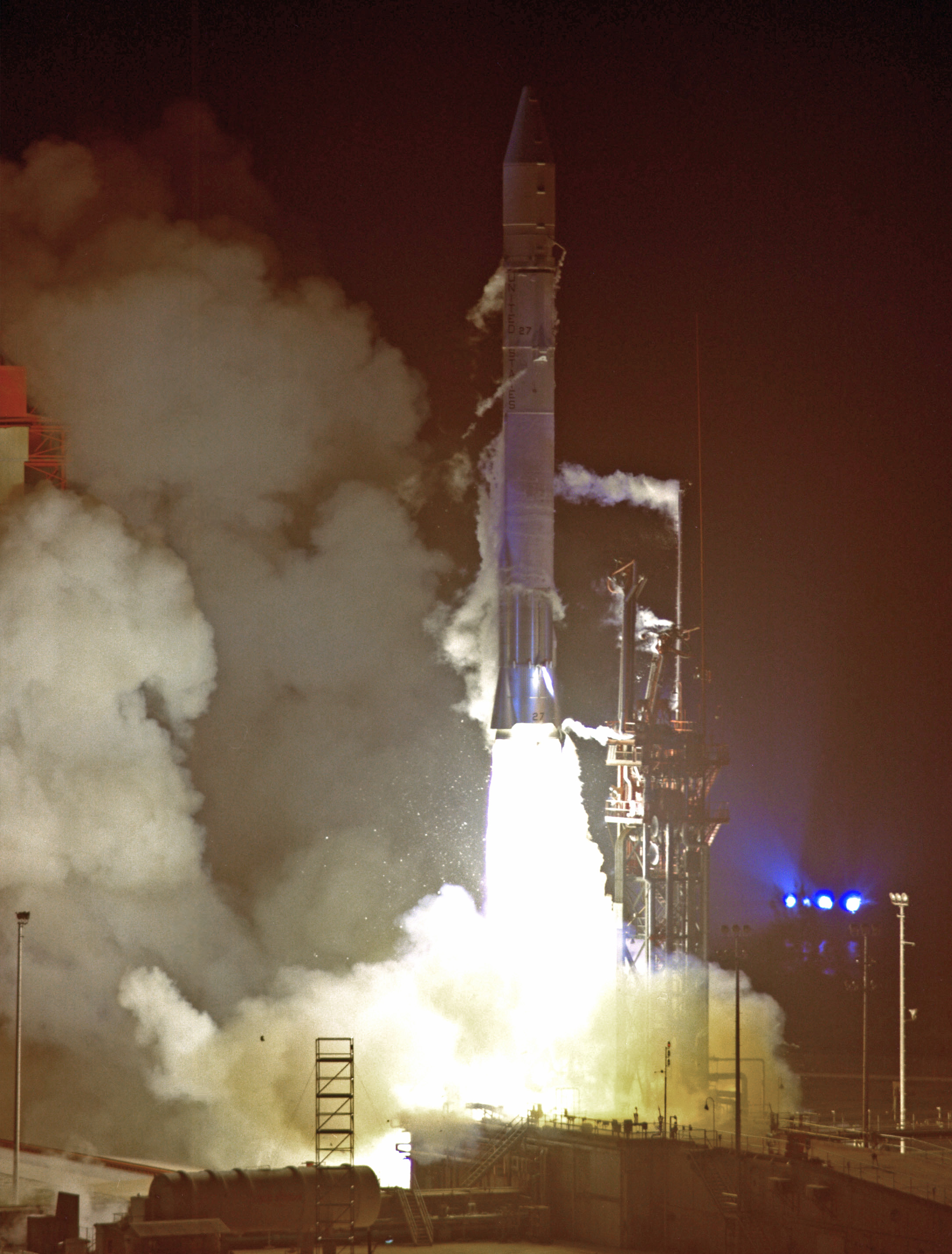
Запуск аппарата «Пионер-10»

Траектории межзвёздных зондов.

В рабочем состоянии «Пионер-10» имел высоту 2,9 м. Его основная параболическая антенна имела диаметр 2,75 м. Направление антенны на Землю поддерживалось вращением аппарата вокруг продольной оси.
Сведения о массе «Пионера-10» разнятся. Исследователи «эффекта Пионера», изучив множество источников, пришли к выводу, что полная стартовая масса аппарата составляла 259 кг, включая 36 кг гидразинового топлива.

## Научное оборудование
«Пионер-10» нёс приборы общей массой около 33 кг, предназначенные решения различных научных задач и сгруппированные в 11 отдельных «инструментов»:
- трёхосевой гелиевый магнитометр[4],
- квадрисферический анализатор плазмы[5],
- набор детекторов заряженных частиц[6],
- анализатор спектра космических лучей[7],
- набор счётчиков Гейгера[8],
- детектор радиационных поясов Юпитера[9],
- контактный детектор метеороидов[10],
- оптический детектор астероидов и метеороидов[11],
- ультрафиолетовый фотометр[12],
- сканирующий фотополяриметр[13],
- инфракрасный радиометр[14].

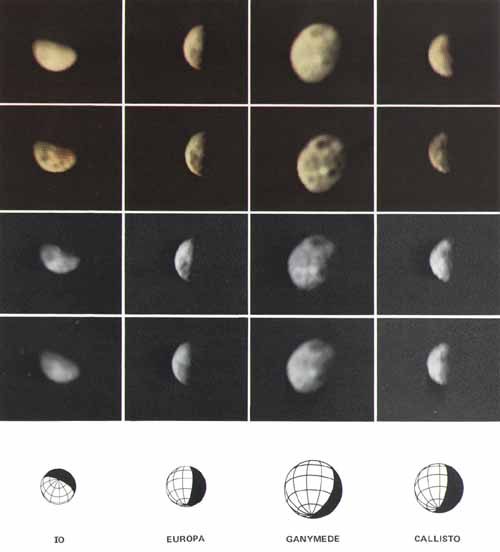
Изображения Галилеевых спутников, переданные «Пионером-10»

Передававшиеся «Пионером-10» изображения имели невысокое разрешение, поскольку для съёмки использовалась не телекамера, а фотополяриметр, который в режиме сканирования имел поле зрения 0,5 миллирадиан (около 1,7 угловой минуты). Развёртка изображения по одной координате происходила за счёт вращения аппарата, а по другой — за счёт его орбитального движения.

## «Межзвездное письмо» «Пионера-10»
По просьбе Карла Сагана Пионер-10 и Пионер-11 несут в себе пластины размером 152 на 229 мм с золотым анодированным алюминием, на случай, если любой из космических аппаратов когда-либо будет найден разумными формами жизни из другой планетарной системы. Пластина прикреплена к опорам антенны, чтобы обеспечить некоторую защиту от межзвёздной пыли.
На пластине изображены:
- молекула нейтрального водорода;
- две человеческие фигуры, мужчины и женщины, на фоне контура аппарата;
- относительное положение Солнца относительно центра Галактики и четырнадцати пульсаров;
- схематическое изображение Солнечной системы и траектория аппарата относительно планет.

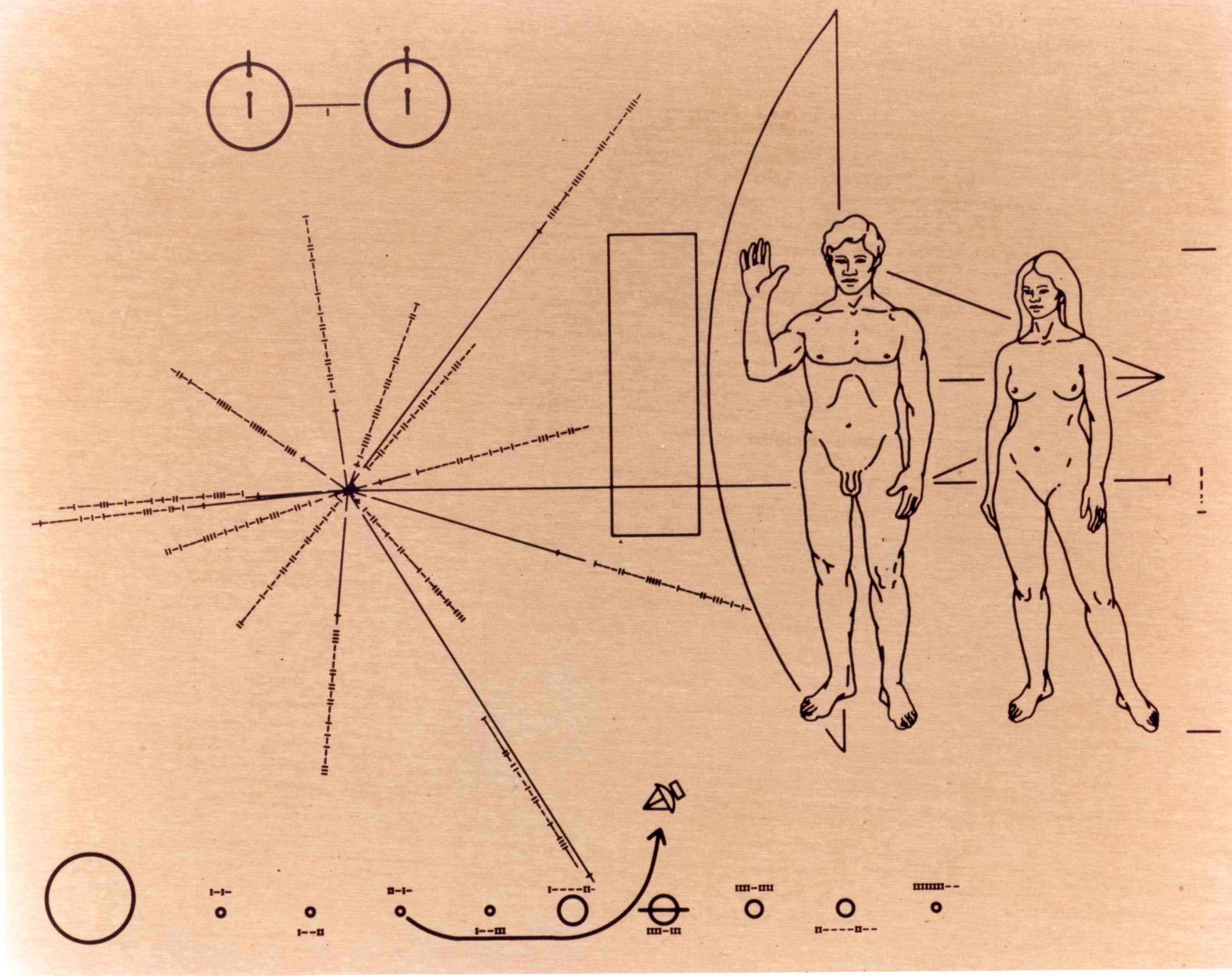
Пластинка из анодированного алюминия на борту «Пионера-10»

Рисунок молекулы водорода показан состоящим из двух атомов с разным спином. Расстояние между центрами пропорционально длине волны излучения нейтрального водорода (21 сантиметр). Это число является масштабной линейкой для нахождения других линейных величин на пластинке. Рост людей на пластинке можно найти, умножив число 8 (в двоичном коде выгравировано рядом с фигурой женщины в квадратных скобках) на 21. Размеры аппарата на втором плане даны в том же масштабе.
Пятнадцать расходящихся из единой точки линий позволяет вычислить звезду, от которой прилетел аппарат, и время старта. Рядом с четырнадцатью линиями нанесен двоичный код, который указывает период пульсаров, находящихся в окрестностях Солнечной системы. Поскольку со временем период пульсаров увеличивается по известному закону, можно вычислить время запуска аппарата.
На схеме Солнечной системы рядом с планетами в двоичном виде указаны относительные расстояния от планеты до Солнца.

### Критика послания
Многие символы на картинке могут оказаться непонятными иному разуму. В частности, такими символами могут стать знак стрелы на траектории отлёта «Пионера-10» и приветственно поднятая рука мужчины.
Изображение волос не столько дополняет представление о реальном облике человека, сколько вводит в заблуждение. Не отражены структура (воспринимаются как монолитное образование) и мужские борода с усами, являющиеся броским вторичнополовым признаком; роль же последнего отведена такой чистейшей условности, как различная стрижка и укладка.

## Дальнейшая судьба аппарата

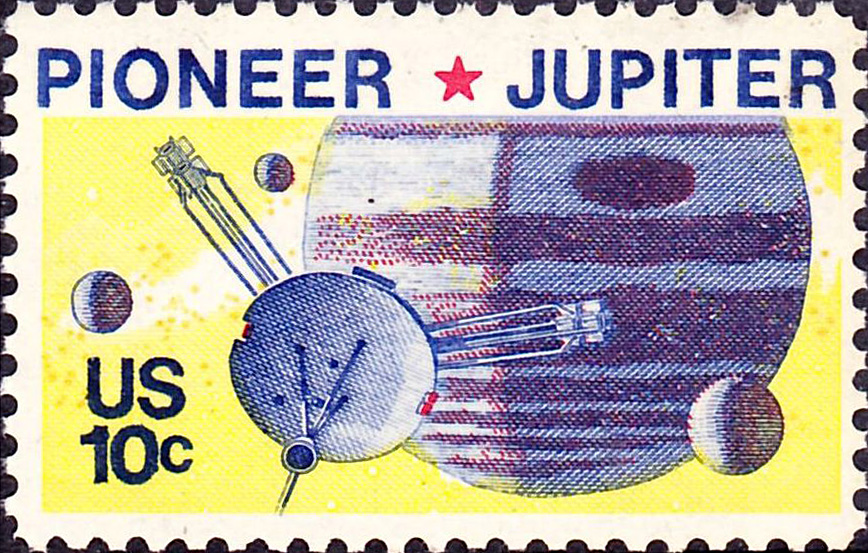
Почтовая марка США, посвященная «Пионеру-10»

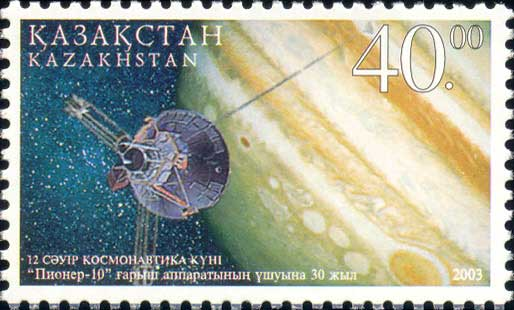
Почтовая марка Казахстана, посвященная «Пионеру-10»

В феврале 1976 года аппарат пересёк орбиту Сатурна, а 11 июля  1979 года — орбиту Урана. 13 июня 1983 года «Пионер-10» стал первым космическим аппаратом, пересекшим орбиту Нептуна, самой далёкой на тот момент планеты Солнечной системы. Официально миссия «Пионера-10» закончилась 31 марта 1997 года, на расстоянии около 67 а. е. от Солнца, хотя аппарат продолжал передавать данные.
17 февраля 1998 года, на расстоянии 69,419 а. е. (около 10,4 млрд км) от Солнца «Пионер-10» перестал быть самым удалённым рукотворным объектом, так как его «обогнал» космический аппарат «Вояджер-1». 18 июля 2023 года космический аппарат «Вояджер-2» также превзошёл «Пионер-10» по удалению от Солнца.
Последний успешный приём данных телеметрии от «Пионера-10» состоялся 27 апреля 2002 года. Последний очень слабый сигнал от «Пионера-10» был получен 23 января 2003 года. В это время аппарат находился на расстоянии 82,19 а. е. от Солнца и продолжал удаляться от него с относительной скоростью 12,224 км/с. Расстояние от Земли до «Пионера-10» составляло 12,21 млрд км, время прохождения радиосигнала туда и обратно — 22 часа 38 минут. Последующие попытки установить контакт с «Пионером-10» 7 февраля 2003 и 3—5 марта 2006 года были безуспешны. Причиной потери радиосвязи специалисты NASA считают истощение радиоизотопного источника питания. Предполагается, что аппарат продолжает полёт. Его скорость достаточна, чтобы покинуть Солнечную систему, а курс лежит в сторону звезды Альдебаран. Если с «Пионером-10» ничего не случится по пути, его путешествие до окрестностей этой звезды продлится более двух миллионов лет.
Расчётные координаты «Пионера-10», в том числе его текущее удаление от Солнца и Земли, отображаются на сайте Heavens Above.

## Эффект «Пионера»
При исследовании движения автоматических межпланетных станций «Пионер-10» и «Пионер-11» было выявлено их небольшое отклонение в сторону Солнца от расчётных траекторий. Характер отклонения свидетельствовал, что имеет место неизвестный фактор, очень слабо, но непрерывно тормозящий удаляющиеся от Солнца аппараты. Данное явление было названо эффектом «Пионера». Объяснить его действием на «Пионеры» внешних сил не удавалось, а предположение о происхождении эффекта вследствие особенностей конструкции аппаратов поначалу было сочтено необоснованным. Высказывались различные предположения о природе эффекта вплоть до несовершенства основных космологических теорий. Позже более тщательный анализ данных телеметрии и компьютерное моделирование подтвердили асимметричность теплового излучения самого «Пионера-10» в качестве причины его торможения, аналогичный вывод был сделан и в отношении «Пионера-11».

## Комментарии
1. ↑  «Вояджер-1» и «Пионер-10» удаляются от Солнца почти в противоположных направлениях[18], поэтому речь идёт только о сравнении расстояний.